# Владимир Петрић (рукометаш)
Владимир Петрић (Ваљево, 5. август 1975) је бивши југословенски и српски рукометаш. Играо је на позицији десног бека.

## Каријера
Рукометом је почео да се бави у родном Ваљеву, да би 1994. године дошао у Црвену звезду. Играч Црвене звезде је био до 1999. године и у том периоду је учествовао у освајању три шампионске титуле 1996, 1997. и 1998. године, као и два национална купа 1995. и 1996. године.
Петрић је каријеру наставио у Веспрему са којим је у сезони 1999/00. освојио Куп Мађарске. Затим је од 2000. до 2005. године играо за Порто. Освојио је три шампионата Португала, два Лига купа. и два Суперкупа Португала. Након Порта је носио дресове шпанских тимова, Алмерије од 2005. до 2008. и Куенке од 2008. до 2009. године, да би се вратио у Португал, где је од 2009. до 2011. наступао за Спортинг из Лисабона са којим 2010. године осваја Челенџ куп уз шест голова у реваншу финала против пољског Квиџина (27:26). Од 2011. године био је члан македонског Вардара са којим је освојио две титуле првака, три македонска купа и две СЕХА лиге. Завршио је каријеру 2015. године
Са репрезентацијом СР Југославије има освојену бронзу на Светском првенству 1999. у Египту. Играо је на још неколико европских и светских шампионата на којима национални тим није освојио медаље.

## Трофеји

### Црвена звезда
- Првенство СР Југославије (3) : 1995/96, 1996/97, 1997/98.
- Куп СР Југославије (2) : 1994/95, 1995/96.

### Веспрем
- Куп Мађарске (1) : 1999/00.

### Порто
- Првенство Португалије (3) : 2001/02, 2002/03, 2003/04.
- Лига куп Португалије (3) : 2003/04, 2004/05.
- Суперкуп Португалије (2) : 2001, 2003.

### Спортинг Лисабон
- ЕХФ Челенџ куп (1) : 2009/10.

### Вардар
- СЕХА лига (2) : 2011/12, 2013/14.
- Првенство Македоније (2) : 2012/13, 2014/15.
- Куп Македоније (3) : 2011/12, 2013/14, 2014/15.